# Holophagus
L'olofago (gen. Holophagus) noto anche come ondina (gen. Undina), è un pesce osseo estinto, appartenente ai celacanti. Visse nel Giurassico superiore (Kimmeridgiano – Tithoniano, circa 150 – 145 milioni di anni fa) e i suoi resti fossili sono stati ritrovati in Germania, nel famoso giacimento di Solnhofen.